# Aleuritopteris duthiei
Aleuritopteris duthiei är en kantbräkenväxtart som först beskrevs av Bak., och fick sitt nu gällande namn av Ren-Chang Ching. Aleuritopteris duthiei ingår i släktet Aleuritopteris och familjen Pteridaceae. Inga underarter finns listade.